# Microgastrinae

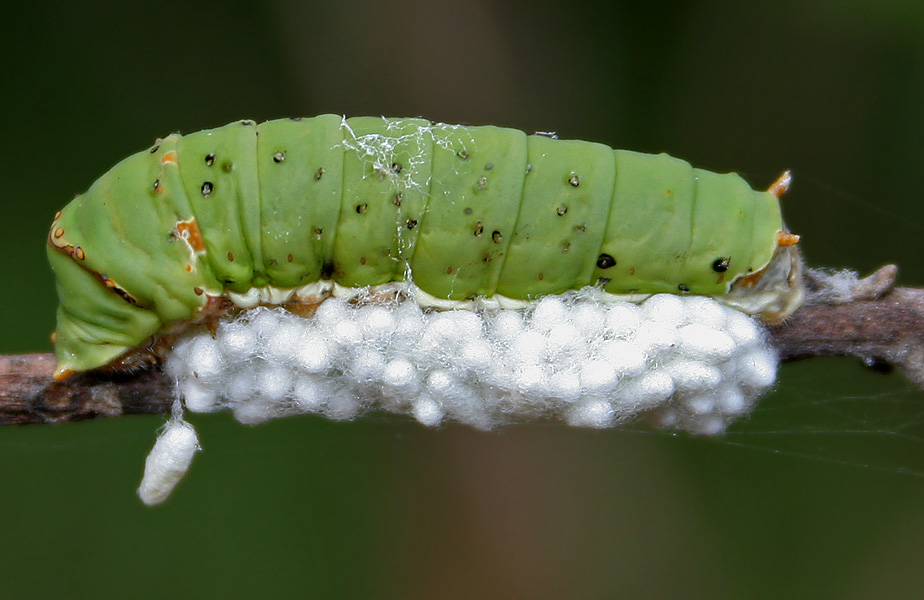
Capullos de Apanteles y su huésped, Papilio demoleus

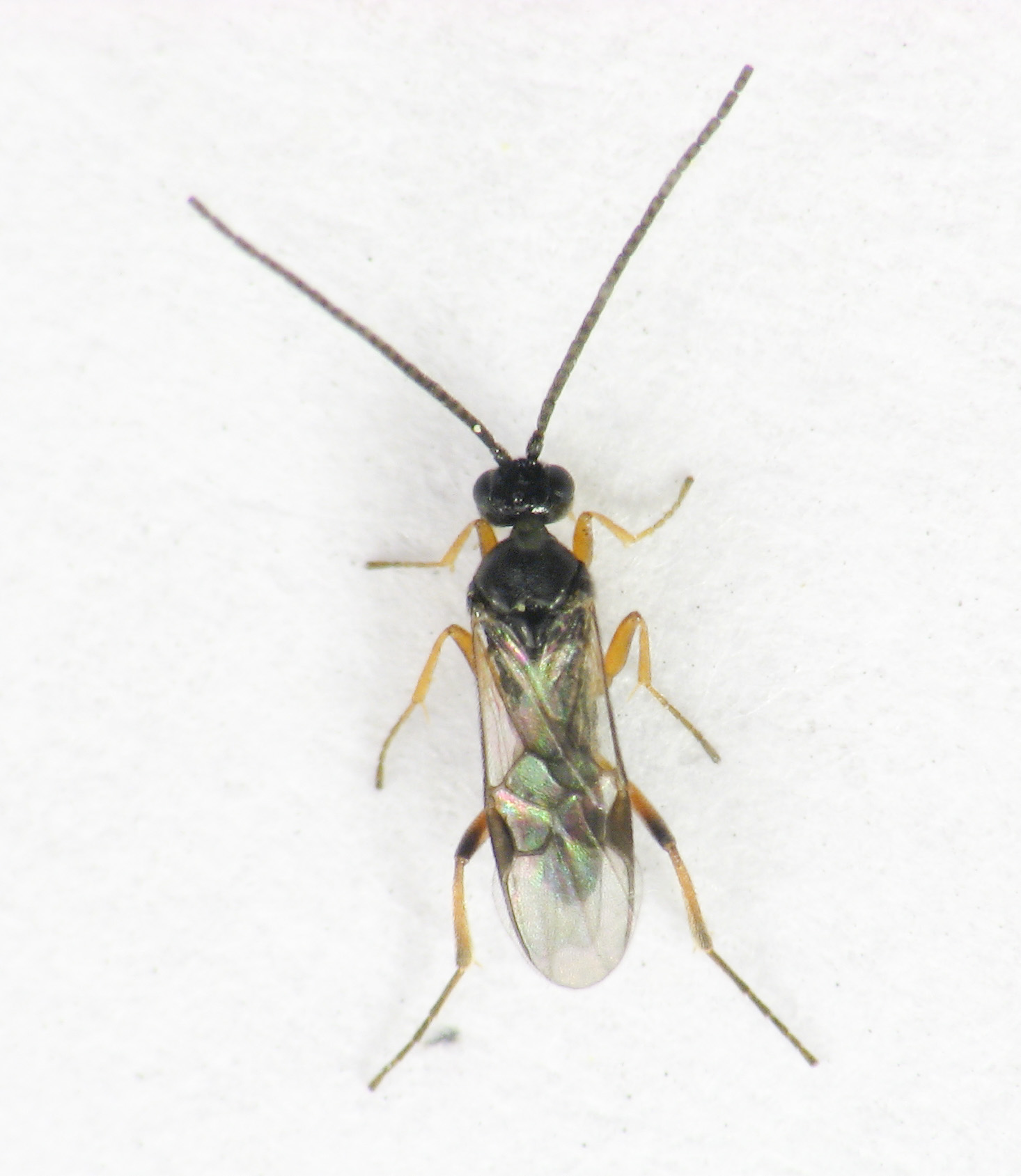
Cotesia sp. 2 mm.

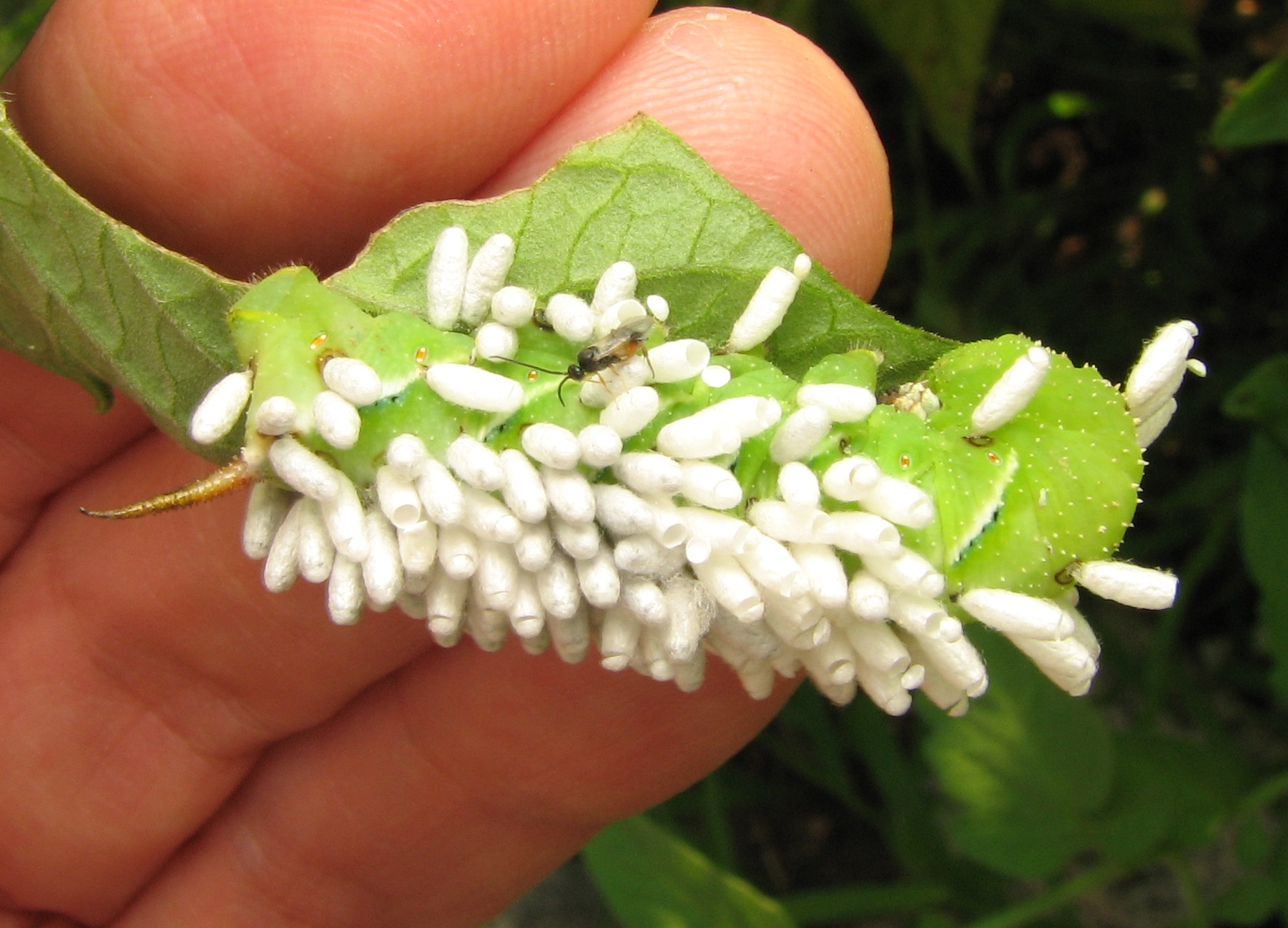
Cotesia congregata en oruga de Manduca sexta.

Microgastrinae es una subfamilia de avispillas de la familia Braconidae, de las que hay unas 2000 especies descritas, con un total estimado de entre 5000 y 10 000 especies. Es posible que algunas de las especies sean en realidad complejos de especies de apariencia muy similar.
Son avispas pequeñas de 1 a 4 mm. Son negras o castañas, algunas especies son más coloridas. Las antenas tienen 18 segmentos. Es una de las subfamilias más especializadas dentro de las avispillas parásitas. Son endoparasitoides de Lepidoptera. Algunas son solitarias, otras depositan numerosos huevos en una oruga.
Las hembras de esta subfamilia inyectan polidnaviruses en el huésped durante la oviposición. Estas partículas virales comprometen el sistema inmune del huésped y así protegen a la progenie de la avispa.

## Distribución
En Canadá se han identificado 135 especies de Microgastrinae, aunque se cree que pueden llegar a 275. Al menos 28 especies han sido encontradas en Turquía en Gökçeada y Bozcaada.
El género más numeroso es Cotesia. Más de 100 especies de Microgastrinae se usan en programas de control biológico de plagas.

## Géneros
Estos 84 géneros pertenecen a la subfamilia:
- Agupta
- Alloplitis Nixon, 1965
- Alphomelon Mason, 1981
- Apanteles Förster, 1862
- Austinicotesia
- Austrocotesia Austin & Dangerfield, 1992
- Beyarslania Koçak & Kemal, 2009
- Billmasonius
- Buluka de Saeger, 1948
- Carlmuesebeckius
- Chaoa Luo & You, 2004
- Choeras Mason, 1981
- Clarkinella Mason, 1981
- Cotesia Cameron, 1891
- Cuneogaster Choi & Whitfield, 2006
- Dasylagon Muesebeck, 1958
- Deuterixys Mason, 1981
- Diolcogaster Ashmead, 1900
- Distatrix Mason, 1981
- Dodogaster Rousse, 2013[13]
- Dolichogenidea Viereck, 1911
- Eripnopelta Chen, 2017
- Exix Mason, 1981
- Exoryza Mason, 1981
- Exulonyx Mason, 1981
- Fornicia Brullé, 1846
- Gilbertnixonius
- Glyptapanteles Asmead, 1904
- Hygroplitis Thomson, 1895
- Hypomicrogaster Ashmead, 1898
- Iconella Mason, 1981
- Illidops Mason, 1981
- Janhalacaste
- Jenopappius
- Jimwhitfieldius
- Keylimepie Fernández-Triana, 2016
- Kiwigaster Fernández-Triana, Whitfield & Ward, 2011
- Kotenkosius
- Larissimus Nixon, 1965
- Lathrapanteles Williams, 1985
- Mariapanteles Whitfield & Fernández-Triana, 2012
- Markshawius
- Microgaster Latreille, 1804
- Microplitis Förster, 1862
- Miropotes Nixon, 1965
- Napamus Papp, 1993
- Neoclarkinella Rema & Narendran, 1996
- Nyereria Mason, 1981
- Ohenri
- Papanteles Mason, 1981
- Parapanteles Ashmead, 1900
- Parenion Nixon, 1965
- Paroplitis Mason, 1981
- Pelicope Mason, 1981
- Philoplitis Nixon, 1965
- Pholetesor Mason, 1981
- Prasmodon Nixon, 1965
- Promicrogaster Brues & Richardson, 1913
- Protapanteles Ashmead, 1898
- Protomicroplitis Ashmead, 1898
- Pseudapanteles Ashmead, 1898
- Pseudofornicia van Achterberg, 2015
- Pseudovenanides Xiao & You, 2002
- Qrocodiledundee
- Rasivalva Mason, 1981
- Rhygoplitis Mason, 1981
- Sathon Mason, 1981
- Semionis Nixon, 1965
- Sendaphne Nixon, 1965
- Shireplitis Fernández-Triana & Wardan Achterberg, 2013
- Silvaspinosus
- Snellenius Westwood 1882
- Tobleronius
- Ungunicus
- Venanides Mason, 1981
- Venanus Mason, 1981
- Wilkinsonellus Mason, 1981
- Xanthapanteles Whitfield, 1995
- Xanthomicrogaster Cameron, 1911
- Ypsilonigaster
- Zachterbergius
- † Dacnusites Cockerell, 1921
- † Eocardiochiles Brues, 1933
- † Palaeomicrogaster Belokobylskij, 2014